# Galeopsomyia nicaraguaensis
Galeopsomyia nicaraguaensis is een vliesvleugelig insect uit de familie Eulophidae. De wetenschappelijke naam is voor het eerst geldig gepubliceerd in 1904 door Cameron.